# Tinda acanthinoidea
Tinda acanthinoidea är en tvåvingeart som först beskrevs av Jaennicke 1867.  Tinda acanthinoidea ingår i släktet Tinda och familjen vapenflugor. Inga underarter finns listade i Catalogue of Life.